# حسین رسولی (ورزشکار اهل افغانستان)
حسین رسولی (زادهٔ ۱۰ اوت ۱۹۹۵) یک ورزشکار پارالمپیک اهل افغانستان است. او افغانستان را در پارالمپیک تابستانی ۲۰۲۰ نمایندگی کرد. به دلیل هجوم طالبان و سقوط کابل اجازهٔ رقابت در پارالمپیک از او صلب شد اما پس از تخلیه توسط کمیته بین‌المللی پارالمپیک، رقابت او در این مراسم فراهم شد. بازوی چپ او به دلیل انفجار مین قطع شده‌است.